# Stadion Gradski vrt
El Stadion Gradski vrt (traducido en español: estadio Ciudad Jardín) es un estadio multiusos de Osijek, Croacia. Fue inaugurado en 1980, tiene una capacidad para 22 050 espectadores y en él disputa sus partidos como local el NK Osijek y el Fortuna VNO Osijek.

## Historia
El estadio fue construido en los años 1980, pese a que su construcción comenzó en 1949 y tuviese que ser detenida en numerosas ocasiones. De hecho, incluso en la actualidad no se considera completado. Los asientos de plástico y las luces fueron instaladas en el estadio en 1998. En 2005, después de un largo período de tiempo, el estadio fue remodelado. En el oeste del recinto se establecen las salas vip y se añadieron 1000 espectadores más. Después de la restauración del estadio se comenzó a adaptar a los criterios UEFA, aunque para ello se necesita cerrar el estadio completo. 
La capacidad del estadio es de 22 050 espectadores, de los cuales 19 350 son sentados y 2700 de pie. El récord de asistencia se registró en 1982, cuando se jugó el partido NK Osijek-Dinamo Zagreb, al que asistieron 40 000 espectadores.

## Imágenes

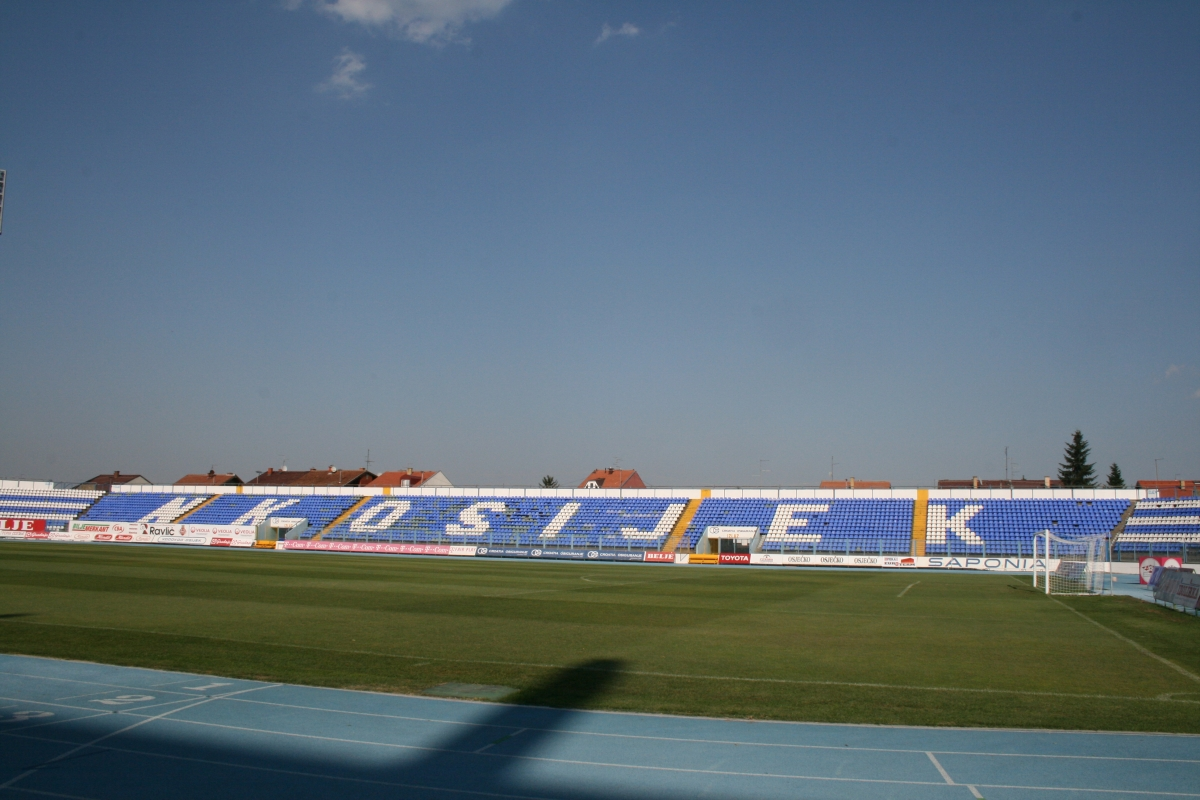
Tribuna este (tras la renovación de 2005).
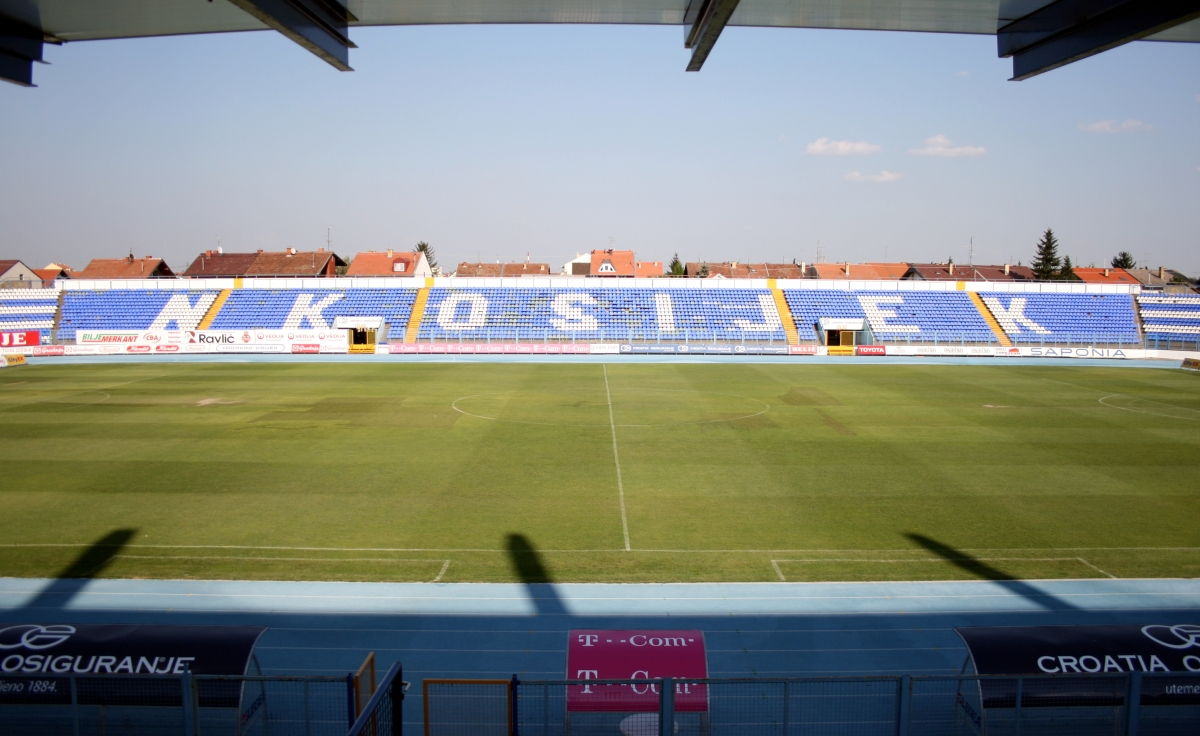
Tribuna este (tras la renovación de 2005).